# Antipassiv
Das Antipassiv ist eine Form der Diathese, gehört also zur Verbmorphologie. Eine Antipassiv-Form liegt vor, wenn das primäre Objekt einer transitiven Handlung nicht ausgedrückt wird, oder nur in Form einer (weglassbaren) Adverbialbestimmung auftritt. Manchmal kann das eigentlich primäre Objekt in solchen Konstruktionen auch als sekundäres Objekt ausgedrückt werden und trägt dann einen anderen Kasus. Das primäre Objekt ist je nach Sprache entweder das direkte oder das indirekte Objekt. In den meisten Sprachen kann nur eines der beiden Objekte durch ein Antipassiv getilgt werden.

## Vorkommen
Viele Ergativsprachen bilden (statt eines Passivs) ein Antipassiv. Dazu gehören vor allem die australischen Sprachen, zahlreiche Sprachen in Amerika sowie einige Sprachen auf den übrigen Kontinenten.

## Beispiel
Es folgt ein Beispiel aus dem Anywa (Sudan/Äthiopien) (aus der Grammatik von M. Reh (1996)):
Transitive Form
| rìŋɔ́                       | ā-cám            | ɲɪ̀làal-lɪ̀ |
| Fleisch.Topik              | Präteritum-essen | Kind-das  |
| „Das Kind aß das Fleisch.“ |                  |           |

Antipassiv-Form
| ɲɪ̀làál                                       | ā-cʌ́mó                      | (kɪ̄             | ríŋō)    |
| Kind.Topik                                   | Präteritum-essen.Antipassiv | (Obliquer Kasus | Fleisch) |
| „Das Kind aß (das Fleisch/von dem Fleisch).“ |                             |                 |          |